# Зегрис короткоусая
Зегрис короткоусая, или белянка Эйфема, или белянка короткоусая, или белянка эуфема, или зегрис Евфема, или зорька эвфема (лат. Zegris eupheme), — дневная бабочка из семейства белянок (Pieridae). Палеосредиземноморский вид, один из двух-трех представителей рода Zegris. Является единственным представителем рода Zegris в Европе.

## Этимология латинского названия
Эвфема (греч.) — женское имя, дословно означающее «хорошая слава».

## Описание
Длина переднего крыла 23—26 мм. Размах крыльев — 36—38 мм. Передние крылья заостренные. Костальный край переднего крыла слегка вогнут вблизи вершины. Фон крыльев мучнисто-белого цвета с желтоватым налётом. На переднем крыле имеется вытянутое дистальное пятно чёрного цвета и тёмная апикальная область, у обоих полов имеющая в себе оранжевое пятно. На задних крыльях просвечивает рисунок нижней стороны крыльев. Нижняя сторона переднего крыла белая, с чёрным дистальным пятном, апикальная область — зеленоватая. Нижняя сторона заднего крыла зеленовато- или беловато-жёлтая с грязно-зеленым рисунком, представленном в виде разводов, оставляющих между собой сливающиеся округлые пятна цвета основного фона крыла.

## Замечания по систематике
В Восточной Европе вид представлен номинативным подвидом. Бабочки, обитающие на Большом Кавказа отличаются более крупными размерами и более контрастным жёлтым рисунком на нижней стороне задних крыльев. На основании данных признаков, нередко относятся к подвиду menestho (Menetries, 1832). Однако, многие экземпляры, пойманные на территории основного ареала также имеют сходные признаки.

## Подвиды
- Zegris eupheme eupheme

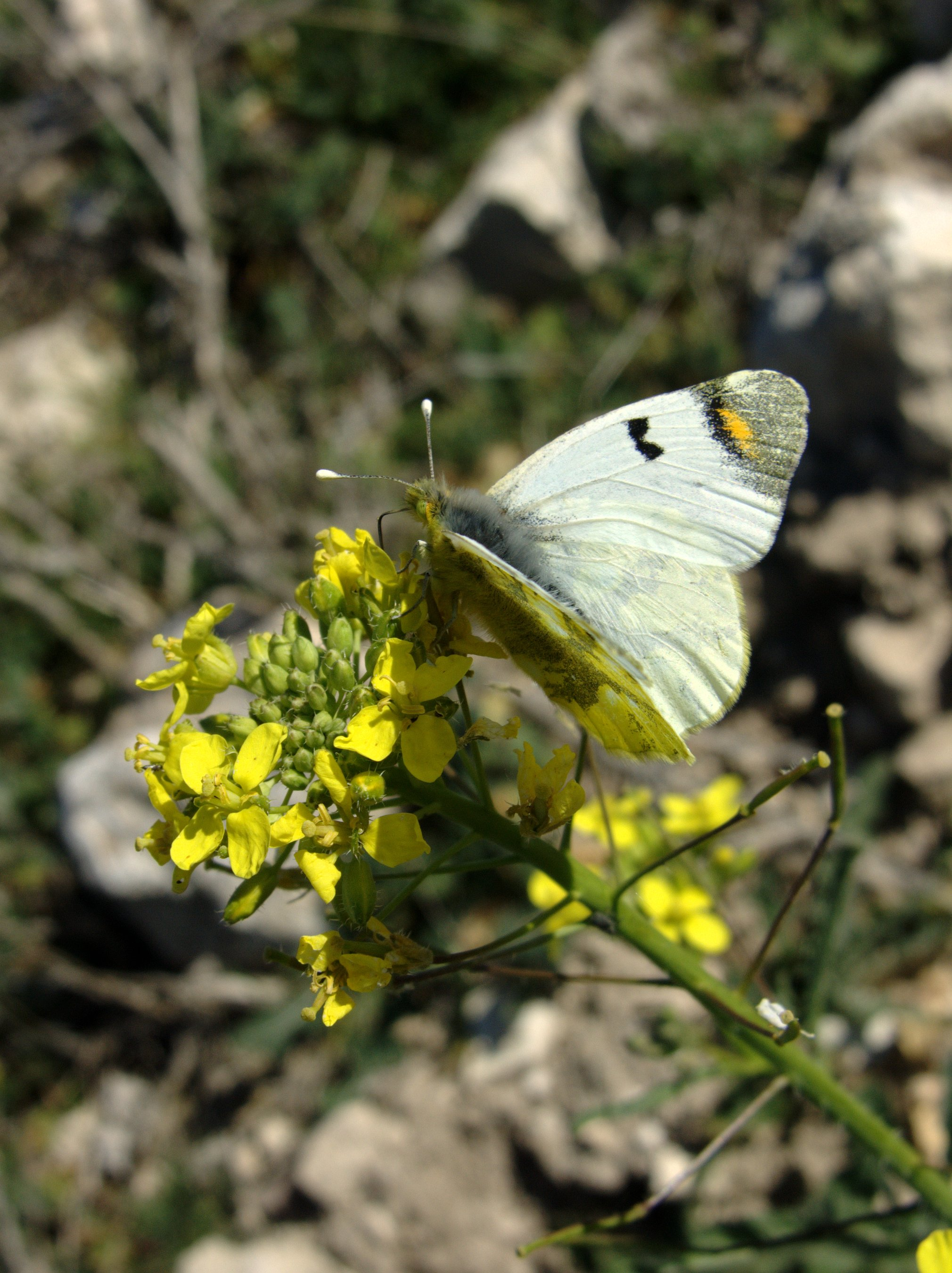

- Zegris eupheme dyala Peile, 1921 (Иран)
- Zegris eupheme tigris Riley, 1921 (Иран)
- Zegris eupheme maroccana Bernardi, 1950 (Марокко, Испания)
- Zegris eupheme larseni Pittaway, 1986 (Саудовская Аравия)[7]
- Zegris eupheme menestho (Menetries, 1932)
- Zegris eupheme meridionalis (Lederer, 1852)
- Zegris eupheme sulfurea (Bang Haas, 1927)[8]
- Zegris eupheme uarda (Hemming, 1929) (Израиль и Иордания)[9]
- Zegris eupheme tigris (Riley, 1921)[10]

## Ареал

### Глобальный ареал
Степи Южной Украины и России, Северный и Восточный Казахстан, Западный Алтай, Марокко, Южная Испания, Турция, Саудовская Аравия, Иран, Закавказье, Кавказ.

### Ареал в Восточной Европе
Встречается местами в степях Украины и в Крыму, а также на юге европейской части России, где сохранился только лишь изолированным участкам в степной зоне. В Среднем и Нижнем Поволжье встречается локально. На Кавказе известен из окрестностей Новороссийска на черноморском побережье и Внутреннего Дагестана.

## Местообитание
Вид населяет степи разных типов и антропогенные стации. В южной части своего ареала вид преимущественно является приуроченным к сухим злаково-разнотравным степям с различными крестоцветными — Резуха, горчица, Желтушник, а в северной части ареала — к степям с меловыми обнажениями. В Западном Казахстане также встречается в полупустынях и степях разных типов. На Кавказе встречается на каменистых южных склонах гор. В горах встречается до 1500 м н.у.м.

## Биология
Развивается в одном поколении. Лёт бабочек наблюдается в конце апреля — мае. Бабочки питаются на цветущих крестоцветных, бобовых. Присаживаясь на соцветие, бабочки обычно наполовину раскрывают крылья, подставляя их солнцу, при этом задние крылья сильно подтягивают к передним. В наиболее жаркое время дня бабочки быстро летают в поисках цветущих растений, ночуют на цветах. В брачном полете самец атакуют самку сверху, принуждая её сесть.

## Жизненный цикл
Яйца откладывают самкой поштучно на бутоны крестоцветных растений. Гусеница серого цвета, с чёрными пятнами различного размера и желтоватыми полосками между сегментами тела. Голова желтоватая. Тело гусеницы покрыто светлыми волосками.
Кормовые растения гусениц — вайда красильная (Isatis tinctoria), вайда широкоплодная (Isatis latisiliqua), горчица (Sinapis sp.), гулявник (Sisymbrium spp.). Окукливаются гусеницы на стеблях растений в просторном коконе. Зимует куколка.

## Замечания по охране
Вид находится под охраной на Украине, где ему присвоена 1 категория в Красной книги Украины. Был занесен в Красную книгу СССР (1984) и охраняется в нескольких заповедниках на территории России.